# Paweł Gieryński
Paweł Wojciech Gieryński (ur. 11 czerwca 1969) – polski menedżer, ambasador Zakonu Maltańskiego w Macedonii (2010–2018) oraz Bośni i Hercegowinie (2019–2023).

## Życiorys
Ukończył studia na Uniwersytecie Łódzkim oraz MBA na Heriot-Watt University.
Pracował na stanowiskach zarządczych i menedżerskich w Copernicus Capital TFI SA, ETOS SA, Mostostalu Warszawa S.A., Abris Private Equity Limited.
Przewodniczący Rady Fundacji Studnia Nadziei (m.in. wybudowała ponad 70 studni w państwach rozwijających się, wsparła budowę wodociągu po trzęsieniu ziemi na Haiti, dostawę wody pitnej do obozów uchodźców w Libanie) oraz były członek zarządu Stowarzyszenia Pokolenia Pokolenia.
Od 2005 należy do Związku Polskich Kawalerów Maltańskich. W 2021 podniesiony do godności Wielkiego Krzyża Łaski Magistralnej i przeniesiony do II klasy - Kawalerów i Dam w Posłuszeństwie. Od 2010 do 2018 roku ambasador Zakonu Maltańskiego w Macedonii Północnej, a od 2019 do 2023 roku w Bośni i Hercegowinie.
W 2019 odznaczony przez Papieża Franciszka Krzyżem Kawalerskim Orderu Świętego Sylwestra.